# Climăuți
Climăuți è un comune della Moldavia situato nel distretto di Dondușeni di 1.228 abitanti al censimento del 2004